# Yon González
Yon González est un acteur né le 20 mai 1986 à Bergara. 
Il est connu pour ses rôles dans les séries El Internado, Grand Hôtel et, plus récemment, dans Les Demoiselles du téléphone.
En 2025, il succède à Miguel Ángel Silvestre pour le remake américai de la série Velvet : Velvet, un nuevo empario produite par Telemundos. 

## Biographie
Alors qu'il étudie pour passer son bac, il décide de se faire transférer à Madrid pour pouvoir faire de la télévision. Il est le frère cadet de l'acteur Aitor Luna  qui joue dans la série El Capitán  diffusée sur Arte.

## Carrière
Il commence sa carrière en 2006 avec la série juvénile espagnole SMS, Sin miedo a soñar diffusée en France sur W9. En 2007, il intègre la distribution de la fiction El Internado produite par Globomedia pour Antena 3. Il interprète Ivan Noiret, un étudiant à moitié français. Le feuilleton est un véritable succès en Espagne et il est adapté, sans grand succès, en France.
En 2011, il commence à se faire connaître en Europe avec le feuilleton Grand Hôtel diffusé sur Téva . Il joue durant trois saisons Julio Olmedo , un serveur qui tente de résoudre le mystère autour de la disparition de sa sœur et qui tombe sous le charme d'Alicia Alarcon interprétée par Amaia Salamanca. La série est récompensée un peu partout à travers le monde et s'arrête en 2013 .
En 2014, il intègre l’équipe du long métrage El club de los incomprendidos. En parallèle, il joue dans la série Bajo sospecha une adaptation espagnole de Broadchurch qui est renouvelée pour une deuxième saison. Il y interprète un policier, un personnage plus mature qui montre une autre facette de son jeu d'acteur.
En 2015, il retrouve Blanca Suárez dans le film Perdiendo el Norte qui est présenté en France au festival Cinespaña de Toulouse.
En 2016, il reprend le rôle de Victor pour la série Bajo Sospecha qui démarre avec une nouvelle intrigue au cœur du milieu hospitalier Il partage l'affiche avec l'acteur français Hugo Becker qui joue pour la première fois en Espagne. Dans une interview, il fait le point sur la série et revient sur sa carrière
En 2017, il intègre la distribution du feuilleton Les Demoiselles du téléphone (La Chicas del cable) pour cinq saisons. Il y joue Francisco Gómez.

## Filmographie

### Cinéma

#### Longs métrages
- 2009 : Mentiras y gordas d'Alfonso lbacete et David Menkes : Nico
- 2009 : Rabia (película) (es) de Sebastián Cordero : Adrían
- 2011 : Transgression  : Helio
- 2011 : Torrente 4: Lethal Crisis (Torrente 4) de Santiago Segura : Peralta
- 2014 : El club de los incomprendidos (es) de Carlos Sedes : Rodrigo
- 2015 : Matar el tiempo de Antonio Hernández : Boris
- 2015 : On marche sur la tête de Nacho G. Velilla (es) : Hugo Cifuentes Marín

#### Courts métrages
- 2008 : The Storymaker de José Gómezgallego : Víctor
- 2009 : Latex Puppen de Samuel Guriérrez : Adrián

### Télévision

#### Séries télévisées
- 2006-2007 : SMS, des rêves plein la tête (SMS, sin miedo a soñar) : Andrés (185 épisodes)
- 2007-2010 : El Internado : Iván Noiret León (71 épisodes)
- 2011 : Gran Reserva : Manuel Hernández (13 épisodes)
- 2011 : Los Quién (es) : Paco (1 épisode)
- 2011-2013 : Grand Hôtel (Gran Hotel) : Julio Olmedo / Julio Espinosa / Julio Mullins (39 épisodes)
- 2015-2016 : Bajo sospecha (es)[7]: Víctor Reyes / Víctor Casas / Víctor Lago Sánchez (18 épisodes)
- 2017-2020 : Les Demoiselles du téléphone (Las Chicas del Cable) : Francisco Gómez (37 épisodes)
- 2022 : Les Héritiers de la terre (Los herederos de la tierra) : Hugo Llor (8 épisodes)
- 2025 : Velvet, un nuevo empario : Alberto Marquez (53 épisodes).

#### Téléfilm
- 2010 : Sofía de Antonio Hernández : Constantin II

## Distinctions

### Récompenses
- 2015 : Fotogramas de Plata du meilleur acteur de télévision, décerné en mars 2016, pour son rôle de Victor Reyes dans la saison 1 de "Bajo Sospecha" (titre international "Under Suspicion").
- 2012 : Fotogramas de Plata du meilleur acteur de télévision pour Grand Hôtel (Gran Hotel).

### Nominations
- 2012 : Nymphe d'or du meilleur acteur de télévision au festival de télévision de Monte-Carlo pour Grand Hôtel (Gran Hotel).